# Grande Prêmio da Argentina de 1973
Resultados do Grande Prêmio da Argentina de Fórmula 1 realizado em Buenos Aires em 28 de janeiro de 1973. Primeira etapa da temporada, teve como vencedor o brasileiro Emerson Fittipaldi, da Lotus-Ford, que subiu ao pódio ladeado por François Cevert e Jackie Stewart, pilotos da Tyrrell-Ford.

## Classificação da prova
| Pos. | Nº | Piloto               | Construtor        | Voltas | Tempo/Diferença  | Grid | Pontos |
| ---- | -- | -------------------- | ----------------- | ------ | ---------------- | ---- | ------ |
| 1    | 2  | Emerson Fittipaldi   | Lotus-Ford        | 96     | 1:56:18.22       | 2    | 9      |
| 2    | 8  | François Cevert      | Tyrrell-Ford      | 96     | + 4.69           | 6    | 6      |
| 3    | 6  | Jackie Stewart       | Tyrrell-Ford      | 96     | + 33.19          | 4    | 4      |
| 4    | 18 | Jacky Ickx           | Ferrari           | 96     | + 42.57          | 3    | 3      |
| 5    | 14 | Denny Hulme          | McLaren-Ford      | 95     | + 1 volta        | 8    | 2      |
| 6    | 12 | Wilson Fittipaldi    | Brabham-Ford      | 95     | + 1 volta        | 13   | 1      |
| 7    | 32 | Clay Regazzoni       | BRM               | 93     | + 3 voltas       | 1    |        |
| 8    | 16 | Peter Revson         | McLaren-Ford      | 92     | + 4 voltas       | 11   |        |
| 9    | 20 | Arturo Merzario      | Ferrari           | 92     | + 4 voltas       | 14   |        |
| 10   | 22 | Mike Beuttler        | March-Ford        | 90     | Suspensão        | 18   |        |
| Ret  | 24 | Jean-Pierre Jarier   | March-Ford        | 84     | Radiador         | 17   |        |
| Ret  | 30 | Jean-Pierre Beltoise | BRM               | 79     | Motor            | 7    |        |
| NC   | 38 | Howden Ganley        | Iso-Marlboro-Ford | 79     | Não classificado | 19   |        |
| Ret  | 4  | Ronnie Peterson      | Lotus-Ford        | 67     | Pressão do óleo  | 5    |        |
| Ret  | 34 | Niki Lauda           | BRM               | 66     | Pressão do óleo  | 13   |        |
| Ret  | 10 | Carlos Reutemann     | Brabham-Ford      | 16     | Câmbio           | 9    |        |
| Ret  | 26 | Mike Hailwood        | Surtees-Ford      | 10     | Semieixo         | 10   |        |
| Ret  | 28 | José Carlos Pace     | Surtees-Ford      | 10     | Suspensão        | 15   |        |
| Ret  | 36 | Nanni Galli          | Iso-Marlboro-Ford | 0      | Motor            | 16   |        |

## Tabela do campeonato após a corrida
| Pos. | Piloto             | Pontos |
| ---- | ------------------ | ------ |
| 1    | Emerson Fittipaldi | 9      |
| 2    | François Cevert    | 6      |
| 3    | Jackie Stewart     | 4      |
| 4    | Jacky Ickx         | 3      |
| 5    | Denny Hulme        | 2      |

| Pos. | Construtor   | Pontos |
| ---- | ------------ | ------ |
| 1    | Lotus-Ford   | 9      |
| 2    | Tyrrell-Ford | 6      |
| 3    | Ferrari      | 3      |
| 4    | McLaren-Ford | 2      |
| 5    | Brabham-Ford | 1      |

- Nota: Somente as primeiras cinco posições estão listadas. Em 1973 os pilotos computariam sete resultados nas oito primeiras corridas do ano e seis nas últimas sete. Neste ponto esclarecemos: na tabela dos construtores figurava somente o melhor colocado dentre os carros do mesmo time.